# Trichoniscus tuberculatus
Trichoniscus tuberculatus är en kräftdjursart som beskrevs av Ionel Grigore Tabacaru 1996A. Trichoniscus tuberculatus ingår i släktet Trichoniscus och familjen Trichoniscidae. Inga underarter finns listade i Catalogue of Life.